# Lasberg
Lasberg est une commune autrichienne du district de Freistadt en Haute-Autriche.